# رضا منصوري
رضا منصوري (بالفارسية: رضا منصوری) (و. 1948 – م) هو فيزيائي، وعالم، وعالم فلك، ومخترع من إيران .

## التعليم
تعلم في جامعة فيينا